# Thomas Carell

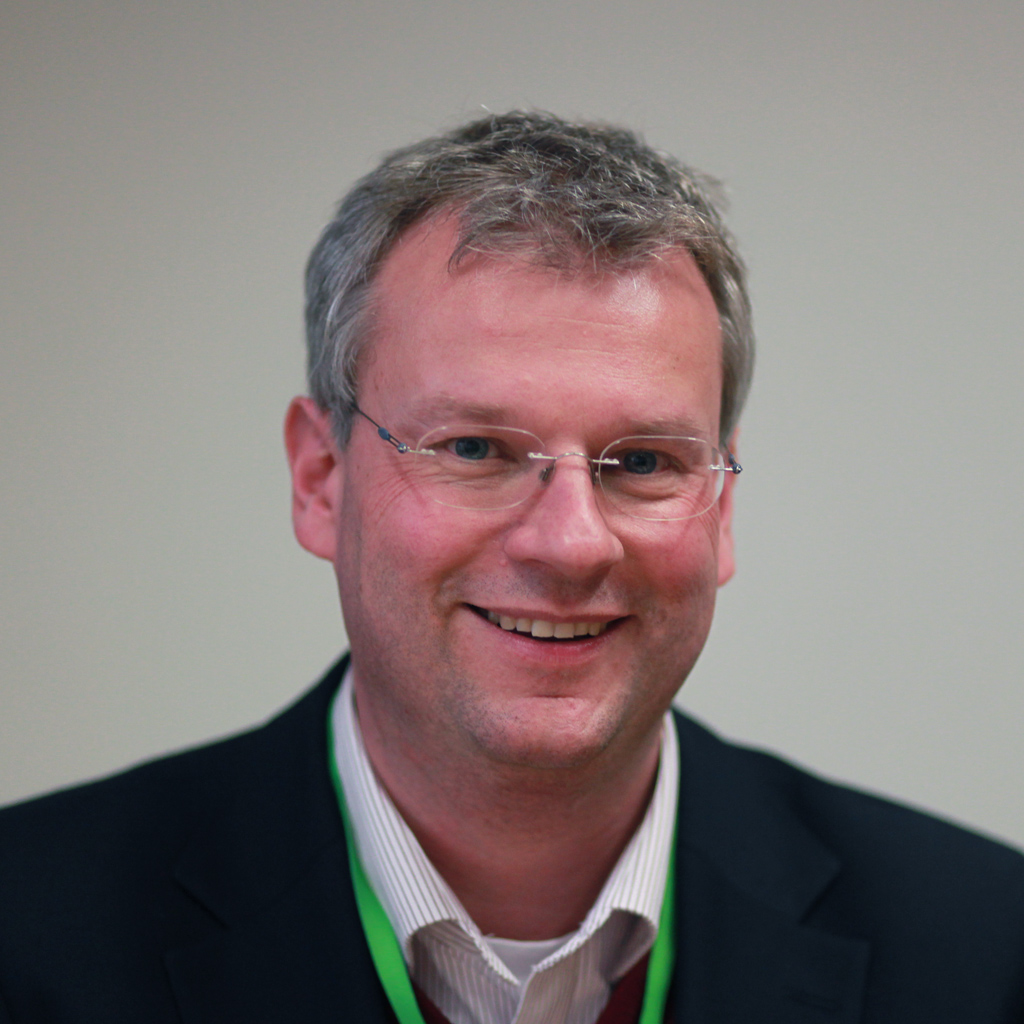
Thomas Carell (Februar 2011)

Thomas Carell (geboren am 26. April 1966 in Herford) ist ein deutscher Chemiker.

## Leben
Thomas Carell wurde 1966 in Herford geboren. Sein Studium der Chemie absolvierte er von 1985 bis 1990 an der Westfälischen Wilhelms-Universität in Münster, wobei er seine Diplomarbeit am Max-Planck-Institut für medizinische Forschung in Heidelberg über die „Synthese und Untersuchung eines Elektronen-Donor überbrückten Porphyrins“ schrieb. Die Dissertation erfolgte ebenfalls an diesem Institut zwischen 1990 und 1993. Er promovierte mit der Arbeit „Modellverbindungen zur Untersuchung der Primärprozesse in der Photosynthese: Synthese und Eigenschaften eines Elektronen-Akzeptor überbrückten Porphyrin-Dimeren“.
Von 1993 bis 1995 ging Thomas Carell als Postdoktorand an das Massachusetts Institute of Technology (MIT) in Cambridge, wo er an der Erstellung und dem Screening von Moleküldatenbanken kleiner Moleküle arbeitete. 1998 erfolgte die Habilitation an der Eidgenössischen Technischen Hochschule in Zürich (ETHZ) zum Thema „Modellverbindungen und Modelloligonukleotide zur Untersuchung der DNA-Reparatur durch Photolyasen“. Von 2000 bis 2004 war er C4-Professor für Organische Chemie an der Philipps-Universität in Marburg, seit 2004 ist er C4-Professor für dieses Fach an der Ludwig-Maximilians-Universität (LMU) in München.
Vom 1. November 2006 bis 31. Oktober 2019 war Thomas Carell Sprecher des Exzellenzclusters Center for Integrated Protein Science Munich (CIPSM) und vom Oktober 2007 bis Juni 2019 Sprecher des Sonderforschungsbereiches 749 Dynamik und Intermediate molekularer Transformationen.
2008 gründete Thomas Carell zusammen mit der BASF SE das Biotechnologieunternehmen baseclick GmbH in Neuried. 
2019 wurde Thomas Carell zum Sprecher des Sonderforschungsbereiches 1309 Chemische Biologie epigenetischer Modifikationen und in den Aufsichtsrat der BASF SE berufen.
Er ist verheiratet und Vater von drei Kindern.

## Werk
Thomas Carell arbeitete während seiner akademischen Laufbahn als organischer Chemiker vor allem mit Porphyrinen, also komplexen Ringmolekülen, zu denen auch das Chlorophyll und das Häm gehören. Von diesen biologisch interessanten Stoffen kam er zur Desoxyribonukleinsäure (DNA), deren Reparaturmechanismen durch spezifische Enzyme, den Photolyasen, er aufklärte. Diese Forschungsarbeiten bieten einen Ansatz für die Krebsmedizin, außerdem sind seine Arbeiten zur Übertragung von Elektronen eine wichtige Grundlage für die Photonik.

## Auszeichnungen und Mitgliedschaften
- 1999: Innovationspreis in Medizinisch/Pharmazeutischer Chemie
- 2004: Gottfried-Wilhelm-Leibniz-Preis, Deutsche Forschungsgemeinschaft
- 2006: Philip Morris Forschungspreis
- 2008: Otto-Bayer-Preis
- 2008: Mitglied der Leopoldina
- 2010: Verdienstkreuz am Bande der Bundesrepublik Deutschland
- 2016: Inhoffen-Medaille
- 2017: Adolf-Windaus-Medaille
- 2017: Todd-Krebs Lectureship (RSC and GDCh)
- 2017: Nelson Leonard Lecturer (University of Illinois)
- 2018: Stanley Miller Lecturer (UCSD)
- 2019: Mitglied des Kuratoriums der Volkswagenstiftung
- 2019: Mitglied des Aufsichtsrates der BASF SE
- 2020: Mitglied und Vizepräsident des Fonds der Chemischen Industrie
- 2022: Mitglied der Academia Europaea[1]